# Bernd Thiele
Bernd Thiele (ur. 24 stycznia 1956 w Burg auf Fehmarn, zm. 26 marca 2017 w Arguineguínie) – niemiecki piłkarz grający na pozycji pomocnika.

## Kariera piłkarska

### Wczesna kariera
Bernd Thiele urodził się w Burg auf Fehmarn (obecnie dzielnica miasta Fehmarn na wyspie o tej samej nazwie), jednak w 1959 roku wraz z rodziną przeprowadził się do Zagłębia Ruhry i osiedlił się w Herne. Karierę piłkarską rozpoczął w juniorach Blau-Weiß Herne. Następnie reprezentował barwy juniorów: SV Sodingen, Westfalii Herne (do 1972 roku) oraz Schalke Gelsenkirchen (1972–1973), z którym potem podpisał profesjonalny kontrakt.

### Schalke Gelsenkirchen
Debiut w Bundeslidze zaliczył 11 sierpnia 1973 roku w wygranym 3:0 meczu wyjazdowym z VfB Stuttgart, w którym w 64. minucie zastąpił Rainera Budde. W tym meczu w barwach Królewsko-Niebieskich zadebiutował także Rüdiger Abramczik (25 dni młodszy od Thiele), dzięki czemu wraz z Thiele byli wówczas najmłodszymi zawodnikami w historii Bundesligi. Wieloletni kolega Thiele z Królewsko-Niebieskich – Manfred Dubski po latach powiedział: „Bernd miał już 18 lat. Wraz z Rüdigerem Abramczikiem był jednym z największych talentów Schalke Gelsenkirchen w tamtych czasach. Już na schodach ruchomych Parkstadion złapał swojego bezpośredniego przeciwnika i ustnie go przetworzył. Taktyka zastraszania, która często działała”. W Królewsko-Niebieskich grał do 1983 roku. W tym okresie zdobył wicemistrzostwo Niemiec w sezonie 1976/1977, a także borykał się z licznymi kontuzjami, w wyniku których przez 10 lat w Królewsko-Niebieskich rozegrał zaledwie 189 meczów ligowych, w których zdobył 6 goli.

### Dalsza kariera
Następnie Thiele został zawodnikiem Hannover 96, gdzie był kapitanem Czerwonych oraz w sezonie 1984/1985 awansował do Bundesligi. Po sezonie 1985/1986 zakończył profesjonalną karierę. Następnie grał w amatorskich klubach, takich jak: Preußen Hameln (1986–1987), Arminia Hanower (1987–1988) oraz TuS Wettbergen (od 1988 roku). Łącznie w Bundeslidze rozegrał 178 meczów, w których zdobył 5 goli, natomiast w 2. Bundeslidze rozegrał 91 meczów, w których zdobył 5 goli.

## Sukcesy

### Zawodnicze
Schalke Gelsenkirchen
- Wicemistrzostwo Niemiec: 1977

Hannover 96
- Awans do Bundesligi: 1985

## Ostatnie lata
Bernd Thiele od 1997 roku mieszkał w Arguineguínie na Gran Canarii, gdzie prowadził pub sportowy pt. „Zum Schalker” oraz zmarł 26 marca 2017 roku.